# Unità di misura dell'antica Grecia
Si elencano le principali unità di misura in uso nell'antica Grecia, soprattutto ad Atene. I valori di queste unità variavano infatti a seconda delle regioni greche e a seconda dell'epoca; i rapporti fra queste misure, tuttavia, rimanevano in genere gli stessi in tutto il mondo greco.

## Lunghezza

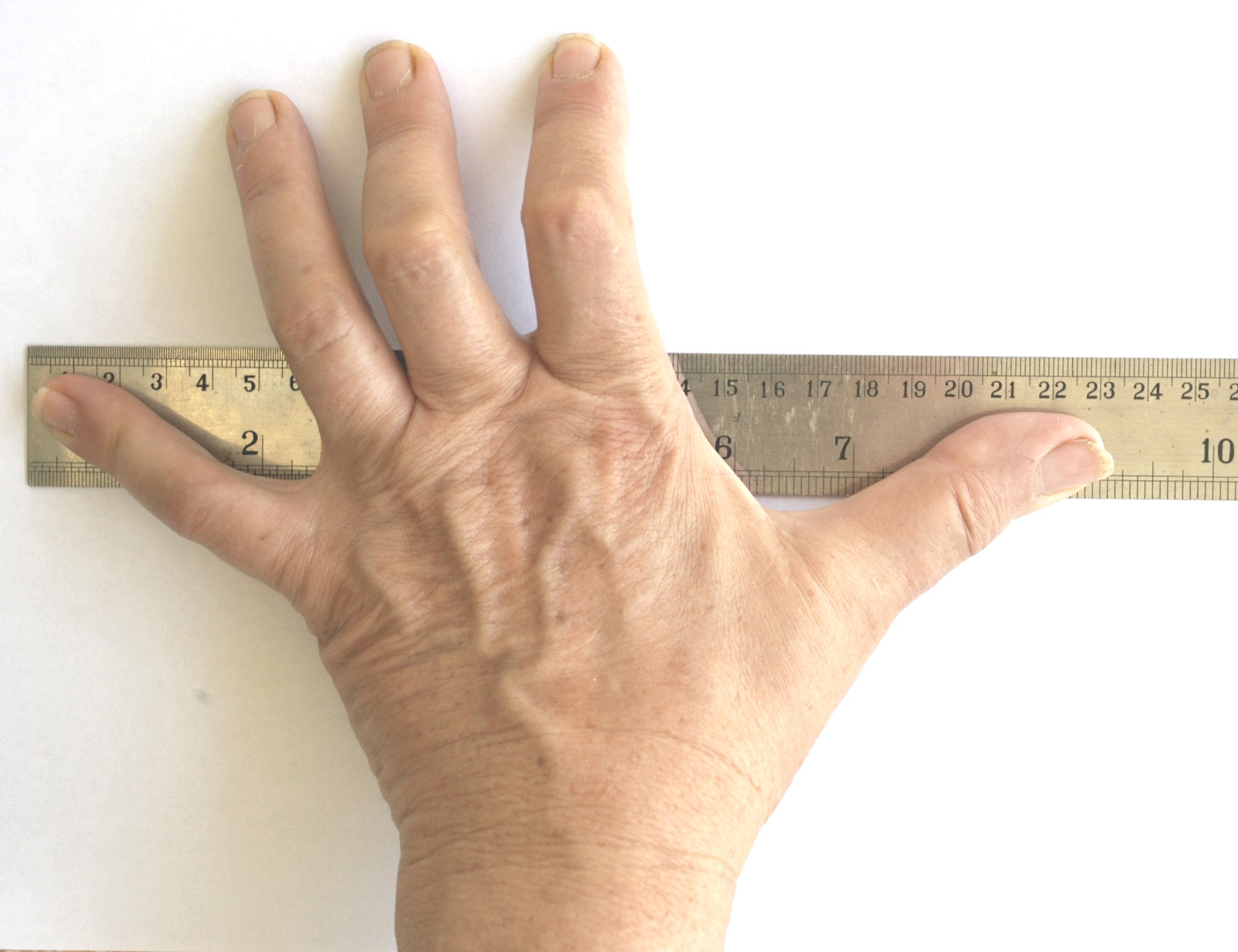
(spanna)

Le misure greche di lunghezza erano basate sulle parti del corpo, come il piede o la falange di un dito, e sui loro rapporti. I valori assegnati a queste unità variavano a seconda della località e dell'epoca: ad esempio, a Egina un piede o ποῦς valeva all'incirca 0,333 m, mentre ad Atene (Attica) valeva circa 0,296 m.
| Unità                            | Nome greco              | Trascrizione latina     | Equivalente        | Descrizione                                                                           |
| -------------------------------- | ----------------------- | ----------------------- | ------------------ | ------------------------------------------------------------------------------------- |
| dito                             | δάκτυλος                | dáktylos                |                    | la minima lunghezza di un dito ≈ 1,93 cm                                              |
| condilo                          | κόνδυλος                | kóndylos                | 2 dita             | lunghezza di due dita ≈ 3,86 cm                                                       |
| palmo                            | παλαστή/παλαιστή, δῶρον | palasté/palaisté, dõron | 4 dita             | lunghezza del palmo della mano ≈ 7,72 cm                                              |
| spanna                           | σπιθαμή                 | spithamé                | 12 dita            | apertura di tutte le dita ≈ 23,16 cm                                                  |
| piede                            | ποῦς                    | poús                    | 16 dita            | piede attico ≈ 29,6 cm                                                                |
| braccio o "pigone"               | πυγών                   | pygón                   | 20 dita            | dal gomito all'inizio della seconda falange con la mano piegata alle nocche ≈ 38,5 cm |
| braccio o "cubito"               | πῆχυς                   | péchys                  | 24 dita (2 spanne) | dal gomito all'estremità del dito medio con mano aperta ≈ 44,3 cm                     |
| cubito reale (persiano o egizio) | πῆχυς βασιλήιος         | péchys basiléios        | 27 dita            | cubito reale (persiano o egizio) tre dita più lungo del cubito ≈ 52,5 cm              |
| tesa                             | ὄργυα/ὀργυιά            | orgyia                  | 6 piedi            | apertura di due braccia distese ≈ 177,6 cm                                            |
| pletro                           | πλέθρον                 | pléthron                | 100 piedi          | ≈ 29,5 m                                                                              |
| stadio                           | στάδιον                 | stádion                 | 600 piedi          | stadio attico ≈ 177,6 m                                                               |
| parasanga                        | παρασάγγης              | parasánges              | 30 stadi           | misura lineare persiana, parasanga ≈ 5.500 m                                          |

## Volume

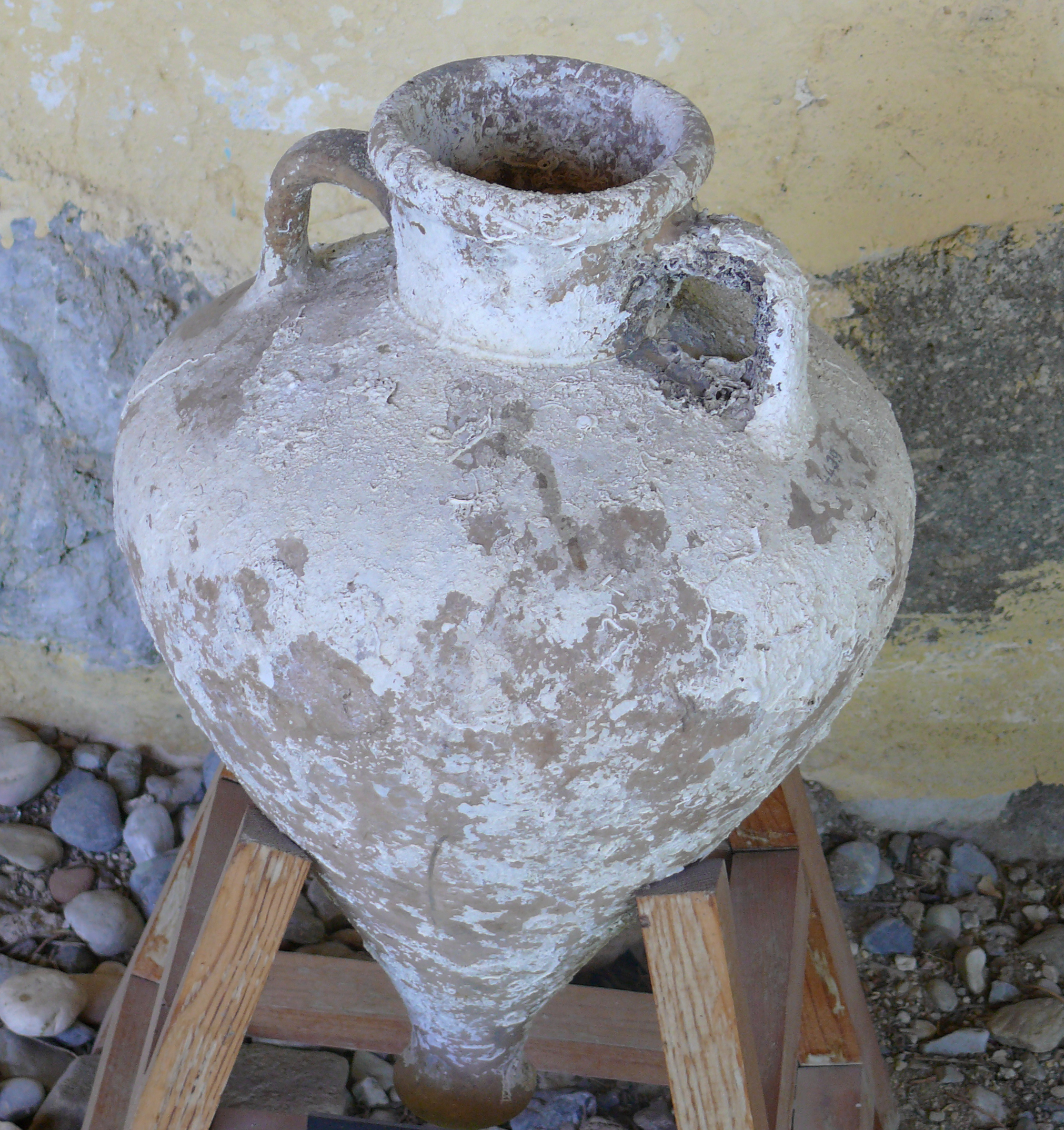
Anfora di Samo. Un'anfora aveva la capacità di circa 20 litri di vino

Nell'antica Grecia le misure di capacità variavano a seconda che fossero destinate ai liquidi (μέτρα ὑγρά) o ai solidi, ossia alle sostanze "secche" (μέτρα ξηρά), ed erano utilizzate per misurare rispettivamente il vino e il grano. In entrambi i casi l'unità di misura era la stessa, il cotile (in lingua italiana anche "cotila", al femminile) il cui valore assoluto variava da una località all'altra da 210 mL a 330 mL

### Misure di capacità per sostanze secche
| Unità                             | Nome greco | Trascrizione latina | Equivalente | Descrizione                                                                  |
| --------------------------------- | ---------- | ------------------- | ----------- | ---------------------------------------------------------------------------- |
| cotile                            | κοτύλη     | kotýle              |             | approssimativamente una coppa ≈ 0,27 litri                                   |
| chenice                           | χοῖνιξ     | choínix             | 4 cotili    | approssimativamente la razione giornaliera di grano per un uomo ≈ 1,08 litri |
| moggio (letteralmente "sestario") | ἑκτεύς     | hekteús             | 8 chenici   | sesta parte del medimno ≈ 8,64 litri                                         |
| medimno                           | μέδιμνος   | médimnos            | 6 moggi     | ≈ 52 litri                                                                   |

### Misure di capacità per liquidi
| Unità           | Nome greco | Trascrizione latina | Equivalente             | Descrizione                                        |
| --------------- | ---------- | ------------------- | ----------------------- | -------------------------------------------------- |
| tazza o "ciato" | κύαθος     | kýathos             | 1/6 di cotile           | approssimativamente una tazza ≈ 0,045 litri        |
| ossibafo        | ὀξύβαφον   | oxýbaphon           | 1/4 di cotile           | approssimativamente una scodella ≈ 0,068 litri     |
| cotile          | κοτύλη     | kotýle              |                         | approssimativamente una coppa ≈ 0,27 litri         |
| emicongio       | ἡμίχοον    | hemíchoon           | 6 cotili                | ≈ 1,6 litri                                        |
| congio          | χοῦς       | choũs               | 12 cotili               |                                                    |
| anfora          | ἀμφορεύς   | amphoreús           | 72 cotili o 1/2 metreta |                                                    |
| metreta         | μετρητής   | metretés            | 144 cotili              | approssimativamente 2 anfore di vino ≈ 38,88 litri |

## Pesi e monete

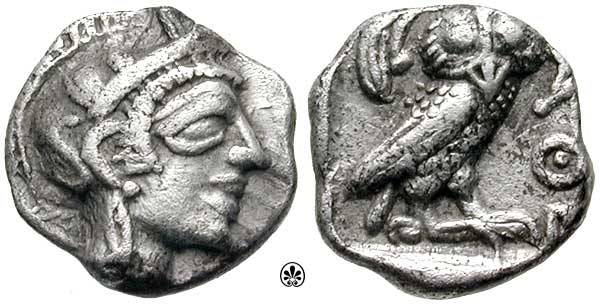
Obolo di Atene, dopo il 449 a.C.

In molte civiltà i pesi sono stati associati con la moneta allorché la moneta corrispondeva a quantità ben precise di un determinato metallo. Così, per esempio, la sterlina inglese è stata a lungo sia un'unità di peso che un'unità di valuta. Anche il sistema monetario greco era fondato sul peso in metallo della moneta, e le unità ponderali greche hanno condiviso il nome con le monete greche, per quanto l'origine delle unità ponderali greche sia ancora discussa. Come per tutte le altre unità, nell'antica Grecia il valore era differente a seconda delle località e delle epoche.

### Peso
C'erano due unità di misura ponderali che dominavano nel Mediterraneo orientale: una originata nell'Eubea, e che di conseguenza fu assunta nell'Attica da Solone, e una unità originata in Egina. I pesi che sono stati recuperati dagli storici e dagli archeologi mostrano variazioni considerevoli dalle unità teoretiche. Una tavola delle unità dedotte dalla teoria è la seguente:
| Unità   | Nome greco | Trascrizione latina | Equivalente | Unità dell'Attica/Eubea | Unità dell'Egeo |
| ------- | ---------- | ------------------- | ----------- | ----------------------- | --------------- |
| obolo   | ὀβολός     | obolós              |             | 0,72 g                  | 1,05 g          |
| dracma  | δραχμή     | drakmé              | 6 oboli     | 4,31 g                  | 6,3 g           |
| mina    | μνᾶ        | mnã                 | 100 dracme  | 431 g                   | 630 g           |
| talento | τάλαντον   | tálanton            | 60 mine     | 25,86 kg                | 37,8 kg         |

### Moneta
L'unità fondamentale del sistema monetario ateniese era l'obolo:
| Unità   | Nome greco | Trascrizione latina | Equivalente |
| ------- | ---------- | ------------------- | ----------- |
| obolo   | ὀβολός     | obolós              |             |
| dracma  | δραχμή     | drakmé              | 6 oboli     |
| mina    | μνᾶ        | mnã                 | 100 dracme  |
| talento | τάλαντον   | tálanton            | 60 minae    |

## Tempo

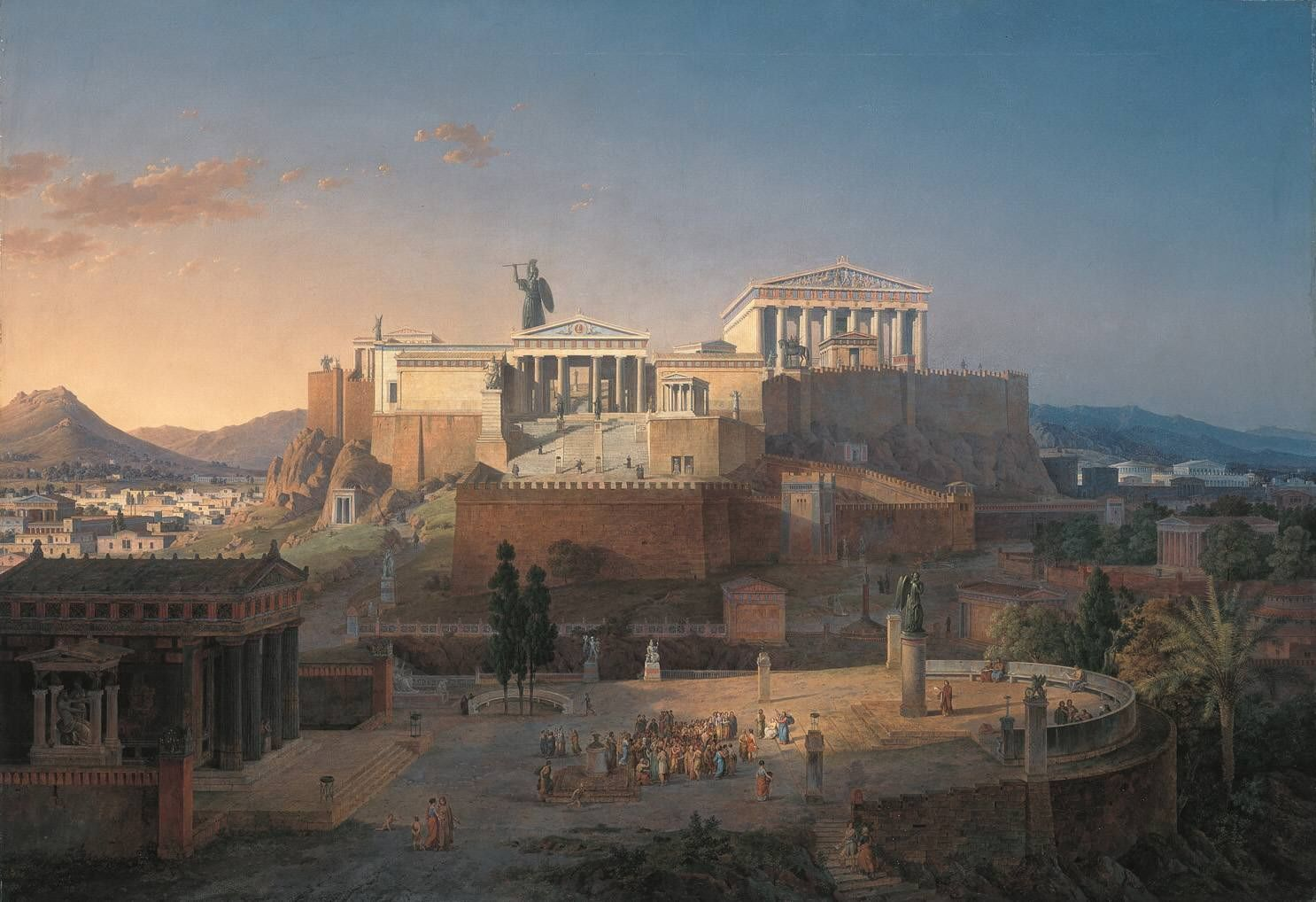
Leo von Klenze, Ricostruzione dell'Atene del V secolo a.C., dipinto del 1846

Durante il giorno gli Ateniesi misuravano il tempo per mezzo di meridiane. Di notte il tempo avrebbe potuto essere stimato dalla misura del flusso di una certa quantità di acqua (clessidra ad acqua). Mentre, nel nostro calendario gregoriano, il giorno comincia immediatamente dopo mezzanotte, nell'antica Grecia il giorno cominciava subito dopo il tramonto.
Gli Ateniesi davano all'anno il nome dell'arconte eponimo, il primo magistrato annuale il cui nome serviva dunque come riferimento cronologico; in epoca ellenistica il calcolo degli anni veniva effettuato su ciclo quadriennale in base alle Olimpiadi. L'anno civile era luni-solare: l'anno era diviso in 12 mesi, alternativamente di 29 e di 30 giorni, per complessivi 354 giorni. L'accordo fra i movimenti del Sole e della Luna si ristabiliva, ai fini del computo, introducendo 7 anni di 13 mesi (detti anni embolismici), il 3º, il 6º, l'8º. l'11º, il 14º, il 17º ed il 19º anno in ciascun periodo di 19 anni (Ciclo metonico); in tal modo il ventesimo anno iniziava sempre il giorno del novilunio successivo al solstizio d'estate. Il mese supplementare ("poseideon deuteros", di 30 giorni) veniva inserito tra il sesto e settimo mese ogni secondo anno. Anche con questo mese intercalare, il calendario ateniese o dell'Attica era ancora abbastanza impreciso e di quando in quando dovevano essere aggiunti giorni dall'arconte Basileus. L'inizio dell'anno era al solstizio di estate (prima cadeva al solstizio d'inverno) e i mesi venivano chiamati col nome delle feste religiose ateniesi:
| Mese             | Nome greco   | Trascrizione latina | Equivalente gregoriano |
| ---------------- | ------------ | ------------------- | ---------------------- |
| Ecatombeone[5]   | Ἑκατομβαιών  | Hekatombaión        | Giugno-Agosto          |
| Metagitnione[6]  | Μεταγειτνιών | Metagheitnión       | Luglio-Settembre       |
| Boedromione[7]   | Βοηδρομιών   | Boedromión          | Agosto-Ottobre         |
| Pianepsione[8]   | Πυανεψιών    | Pyanepsión          | Settembre-Novembre     |
| Memacterione[9]  | Μαιμακτηριών | Maimakterión        | Ottobre-Dicembre       |
| Posideone[10]    | Ποσειδεών    | Poseideón           | Novembre-Gennaio       |
| Gamelione[11]    | Γαμηλιών     | Gamelión            | Dicembre-Febbraio      |
| Antesterione[12] | Ἀνθεστηριών  | Anthesterión        | Gennaio-Marzo          |
| Elafebolione[13] | Ἐλαφηβολιών  | Elaphebolión        | Febbraio-Aprile        |
| Munichione[14]   | Μουνιχιών    | Mounichión          | Marzo-Maggio           |
| Targelione[15]   | Θαργηλιών    | Tharghelión         | Aprile-Giugno          |
| Sciroforione[16] | Σκιροφοριών  | Skirophorión        | Maggio-Luglio          |